# 奧利維拉·狄斯賓娜
米列娃·奧利維拉·狄斯賓娜（1372年—1444年），是塞爾維亞國王拉扎爾·赫雷别利亞诺维奇的小女兒和鄂圖曼帝國蘇丹巴耶濟德一世的妻子。在1389年科索沃戰役後她嫁給巴耶濟德一世，成為狄斯賓娜可敦。

## 生平
她生於1372年，是拉扎爾·赫雷别利亞诺维奇四個女兒中最年幼的一個，她母親是斯特凡·尼曼雅一世的後裔，她還有4個姊妹與2個兄弟。在1389年科索沃戰役後被送到巴耶濟德一世的後宮，作為他四個妻子之一，但她沒改宗伊斯蘭教，而且也盡力幫助塞爾維亞人。
在1402年7月20日的安卡拉之戰，她的丈夫被帖木兒打敗，她於1403年丈夫死後獲釋。
她的餘生在其兄弟斯特凡·拉扎列维奇於貝爾格勒的宮廷度過，終於1444年。